# Eurysakes
Eurysakes (altgriechisch Εὐρυσάκης Eurysákēs, deutsch ‚Breitschild‘)  war in der griechischen Mythologie der Sohn des Ajax und der Kriegsgefangenen Tekmessa. Er wird manchmal als Bruder und manchmal als Vater des Philaios bezeichnet.
Seinen Namen übernahm er vom berühmten Schild seines Vaters. In der Tragödie Aias des Dichters Sophokles war dies der einzige Gegenstand, den Ajax seinem Sohn übergab, bevor er Selbstmord beging. Nach dem Tod des Vaters wurde Eurysakes von Ajax’ Bruder Teukros erzogen. Eurysakes wurde Nachfolger seines Großvaters Telamon als König von Salamis. Laut attischer Sage übergaben Eurysakes und Philaios später die Insel an die Athener, wofür sie das attische Bürgerrecht erhielten. Eurysakes siedelte daraufhin in Attika in der Gemeinde Melite. Dort erhielt er später in einem eigenen Heiligtum, dem Eurysakeion, kultische Verehrung, weil er der Ahnherr des Geschlechts der Salaminier gewesen sei.
Sophokles schrieb eine Tragödie „Eurysakes“, die aber nicht erhalten ist.